# Astathes nigrofasciata
Astathes nigrofasciata är en skalbaggsart som beskrevs av Stefan von Breuning 1956. Astathes nigrofasciata ingår i släktet Astathes och familjen långhorningar. Inga underarter finns listade.